# Gourema (Ort)
Gourema (Caurema) ist eine osttimoresische Siedlung im Suco Horai-Quic (Verwaltungsamt Maubisse, Gemeinde Ainaro). Der Ort besteht aus weit voneinander verstreut liegenden Häusern an einer kleinen Straße, die von der Aldeia Hatussao kommend einen Bogen durch die Aldeia Gourema und weiter in den Suco Nuno-Mogue führt. Die Ortsmitte von Gourema befindet sich nördlich des Zentrums der gleichnamigen Aldeia, auf einer Meereshöhe von 1686 m.